# Wittenbergplatz
Wittenbergplatz è una piazza di Berlino, nel quartiere di Schöneberg.
È una delle piazze ornamentali (Schmuckplatz) dell'asse del Generalszug, posta fra Tauentzienstraße e Kleiststraße. È dedicata alla battaglia di Wittenberg del 1813, combattuta contro le truppe napoleoniche.
Al centro della piazza si trova l'edificio d'ingresso all'omonima stazione della metropolitana sotterranea. La stazione era stata aperta nel 1902; nel 1913 la costruzione di nuove linee rese necessario l'ampliamento, progettato dall'arch. Alfred Grenander. I forti danni riportati nella Seconda Guerra Mondiale vennero riparati nel 1951. L'interno della stazione acquistò allora un aspetto moderno e non corrispondente all'originale.
Solo nel 1982/83 venne riportato allo stile del 1913; soprattutto la parte interna corrisponde fedelmente all'atmosfera dell'epoca d'origine.
Wittenbergplatz continua ad essere un importante nodo della rete, con fermata delle linee U1, U2 e U3 e con diverse linee di autobus diurne e notturne in superficie.
Ai due angoli con Tauentzienstraße sorgono il grande magazzino KaDeWe e il Philipshaus.